# Вінаго сан-томейський
Віна́го сан-томейський (Treron sanctithomae) — вид голубоподібних птахів родини голубових (Columbidae). Ендемік Сан-Томе і Принсіпі.

## Опис
Довжина птаха становить 30 см. Виду не притаманний статевий диморфізм. Голова, шия і нижня частина тіла темно-зеленувато-сірі. Верхня частина тіла, хвіст і сегна темно-зелені, на плечах темно-фіолетові плями. Махові пера чорнуваті з жовтими краями. Хвіст оливково-сірий. Гузка каштанова, поцяткована кремовими плямками.

## Поширення і екологія
Сан-томейські вінаго є ендеміками острова Сан-Томе. Раніше вони зустрічалися також на острові Ролаш. Сан-томейські вінаго живуть у вологих рівнинних тропічних лісах, в садах і на плантаціях, на висоті від 300 до 1600 м над рівнем моря. Ведуть деревний спосіб життя, живляться плодами. Сезон розмноження триває з листопада по травень.

## Збереження
МСОП класифікує цей вид як такий, що перебуває під загрозою зникнення. За оцінками дослідників, популяція сан-томейських вінаго становить від 37 до 110 тисяч птахів. Їм загрожує знищення природного середовища, а також полювання.